# Léon Gautier (militar)
Léon Charles Alexandre Gautier (Rennes, 27 de octubre de 1922-Caen, 3 de julio de 2023) fue un soldado francés. Marino de las Fuerzas Francesas Libres, fue el último superviviente de los 177 franceses que participaron en el desembarco de Normandía durante la Segunda Guerra Mundial.
Se le rindió homenaje durante las conmemoraciones del 75.º aniversario del desembarco de Normandía y de la Batalla de Normandía.

## Biografía

### Infancia y participación militar
Aprendiz de carrocero al principio de la guerra, se alistó en la marina a los diecisiete años, en febrero de 1940, ya que era el único ejército que podía aceptarlo a su edad. Participó en misiones de defensa en los puertos de Cherburgo-Octeville y Carentan, especialmente como aprendiz de artillero en el acorazado Courbet. Sus familiares y amigos siguieron sintiendo un sentimiento de oposición a los alemanes, sobre todo tras la pérdida de familiares durante la Primera Guerra Mundial.

### Inscripción en Francia Libre
Procedente del Courbet de Portsmouth, se enteró de la existencia de la Francia Libre de Londres por la radio de Liverpool. Decidió unirse a ella en julio de 1940 y participó en el desfile del 14 de julio en Londres, en presencia del General de Gaulle y de Jorge VI.
Realizó misiones en el Océano Atlántico con el Gallois antes de ser asignado al submarino Surcouf para realizar misiones en África y Oriente Medio.

### Comandos Kieffer y Desembarco de Normandía
En 1943 se alistó como voluntario en uno de los comandos de Philippe Kieffer y se entrenó en Achnacarry (Reino Unido).
A finales de mayo de 1944 fue informado de los preparativos para el desembarco en Normandía y el 6 de junio desembarcó con el comando n.º 4 en Colleville-sur-Orne (actual Colleville-Montgomery), en el sector de Sword, con los objetivos iniciales de tomar la central telefónica y el casino de Ouistreham, y luego el sector del Puente Pegasus. Léon Gautier, uno de los 177 miembros de los comandos Kieffer, participó en toda la Batalla de Normandía, es decir, en setenta y ocho días. No participó en los combates en los Países Bajos debido a una lesión en el tobillo.

### Vuelta a la vida civil
Tras la guerra, se desmovilizó y se casó con Dorothy Banks, una británica del cuerpo de señales a la que había conocido en el Reino Unido y con la que se había comprometido en 1943 y tuvo dos hijos. Con poca ayuda del gobierno francés y celos, dejó el ejército y reanudó su trabajo como carrocero en Reino Unido y luego en África (Camerún y Biafra) para la Compañía Francesa de África Occidental. Se jubiló como perito de automóviles tras retomar sus estudios en Oise.

### Deber de memoria
Residió en Ouistreham, cerca del lugar donde desembarcó el 6 de junio de 1944, y dirigió el museo del comando n.º 4 siendo presidente de la Amicale des anciens du Commando Kieffer. Estuvo especialmente interesado en contar sus experiencias como soldado y en mantener el deber de la memoria, especialmente entre los jóvenes.
Mantuvo una amistad con Johannes Börner, un antiguo paracaidista alemán también veterano de la batalla de Normandía y establecido en Ouistreham. Esta complicidad es el tema del libro Ennemis et frères: Du Jour D à aujourd'hui, au-delà de la guerre (2011) de Jean-Charles Stasi. Durante las conmemoraciones del 70.º aniversario del desembarco de Normandía, ellos y Börner concluyeron simbólicamente la ceremonia de Ouistreham.
Fue el último miembro del comando Kieffer vivo desde el 17 de abril de 2021, fecha de la muerte de Hubert Faure, hasta su fallecimiento.

## Distinciones
|  | Legión de Honor                                                   |
|  | Medalla Militar                                                   |
|  | Croix de guerre 1939-1945                                         |
|  | Médaille de la Résistance                                         |
|  | Orden de las Palmas Académicas                                    |
|  | Cruz de Combatiente Voluntario                                    |
|  | Cruz de Combatiente Voluntario de la Resistencia                  |
|  | Medalla conmemorativa del servicio voluntario en la Francia Libre |
|  | Orden del Imperio Británico                                       |